# Вінус Вільямс
Вінус  Ві́льямс (англ. Venus Ebony Starr Williams; нар. 17 червня 1980, Лінвуд, штат Каліфорнія) — американська тенісистка, семиразова чемпіонка турнірів Великого шолома в одиночному розряді, чотириразова олімпійська чемпіонка, олімпійська медалістка, колишня перша ракетка світу, старша сестра Серени Вільямс.

## Кар'єра
Вінус Вільямс отримала статус професіоналки в 1994. У 1997 досягла першого в своїй кар'єрі фіналу турніру Великого шолома на Відкритому чемпіонаті США, де програла Мартіні Хінгіс. У 2000 вона стала переможницею двох турнірів Великого шолома (Вімблдон і США), а також здобула дві золоті медалі на Олімпійських іграх в Сіднеї, одну в одиночному розряді, іншу в парі з сестрою Сереною. В 2001 вона повторила свій торішній успіх.
25 лютого 2002 Вінус очолила рейтинг найкращих тенісисток WTA. До 2003 Венера доходила чотири рази до фіналів Великого шолома, але в фіналі їй також чотири рази протистояла сестра Серена, якій вона програвала.
2006 року Вінус взяла участь лише в шістьох турнірах. У Варшаві, а також на Rolan Garros'і вона досягла чвертьфіналу, в Римі — напівфіналу. Виступаючи на турнірі в Люксембурзі, граючи проти польки Агнешки Радванської, отримала травму обох зап'ясть і через це пропустила всі наступні турніри року.
У сезоні 2007 року Вінус усе ще через травми пропускала Австралійський чемпіонат, і лише 19 лютого взяла участь на турнірі в Мемфісі, який виграла, у фіналі зустрівшись з ізраїльтянкою Сарі Пер. У липні Вінус взяла участь у Вімблдонському турнірі, вигравши у Марії Шарапової та Ани Іванович, в фіналі зустрілася з Маріон Бартолі, яку перемогла з рахунком 6:4, 6:1.
Вінус Вільямс на Вімблдоні подала із швидкістю 129 миль за годину. Вона визнана володаркою найсильнішої подачі 2008 року. Цей результат також є абсолютним рекордом за всю історію жіночого тенісу.
Сьомий титул Великого шолома Вінус виборола на Вімблдоні-2008, здолавши в фіналі сестру Серену в двох сетах.
Разом із сестрою Вінус ще двічі виграва парні турніри Олімпіад — в Пекіні 2008 року та в Лондоні 2012 року. На Олімпіаді в Ріо-де-Жанейро 2016 року вона додала до цих золотих медалей срібну — цього разу в місксті, де її партнером був Ражів Рам.
У 2011 році Вінус поставили діагноз синдрому Шегрена — аутоімунного захворювання, що відбирає у людини енергію, викликає втому та біль у суглобах. Результати знизилися, й Вінус випала з першої сотні рейтингу. Відновлення почалося у 2017-му, коли Вінус повернулася в першу десятку рейтингу. Цього року вона програла фінал чемпіонату Австралії сестрі, фінал Вімблдону Гарбінє Мугурусі, добралася до півфіналу чемпіонату США й фіналу Чемпіонату WTA, в якому поступилася Каролін Возняцкі.

## Статистика

### Історія виступів на турнірах Великого шолома
| Турнір          | 1997 | 1998 | 1999 | 2000 | 2001 | 2002 | 2003 | 2004 | 2005 | 2006 | 2007 | 2008 | 2009 | 2010 | 2011 | 2012 | 2013 | 2014 | 2015 | 2016 | 2017 | 2018 | Усп    | В–П}}  |
| --------------- | ---- | ---- | ---- | ---- | ---- | ---- | ---- | ---- | ---- | ---- | ---- | ---- | ---- | ---- | ---- | ---- | ---- | ---- | ---- | ---- | ---- | ---- | ------ | ------ |
| Australian Open | A    | ЧФ   | ЧФ   | A    | ПФ   | ЧФ   | Ф    | 3к   | 4к   | 1к   | A    | ЧФ   | 2к   | ЧФ   | 3к   | A    | 3к   | 1к   | ЧФ   | 1к   | Ф    | 1к   | 0 / 18 | 51–18  |
| French Open     | 2к   | ЧФ   | 4к   | ЧФ   | 1к   | Ф    | 4к   | ЧФ   | 3к   | ЧФ   | 3к   | 3к   | 3к   | 4к   | A    | 2к   | 1к   | 2к   | 1к   | 4к   | 4к   | 1к   | 0 / 21 | 48–21  |
| Wimbledon       | 1к   | ЧФ   | ЧФ   | П    | П    | Ф    | Ф    | 2к   | П    | 3к   | П    | П    | Ф    | ЧФ   | 4к   | 1к   | A    | 3к   | 4к   | ПФ   | Ф    | 3к   | 5 / 20 | 87–15  |
| US Open         | Ф    | ПФ   | ПФ   | П    | П    | Ф    | A    | 4к   | ЧФ   | A    | ПФ   | ЧФ   | 4к   | ПФ   | 2к   | 2к   | 2к   | 3к   | ЧФ   | 4к   | GA   |      | 2 / 19 | 76–16  |
| В–П             | 7–3  | 17–4 | 15–4 | 18–1 | 19–2 | 22–4 | 15–3 | 10–4 | 16–3 | 6–3  | 14–2 | 17–3 | 12–4 | 16–4 | 6–2  | 2–3  | 3–3  | 5–4  | 11–4 | 11–4 | 20–4 | 0–2  | 7 / 78 | 262–70 |

### Фінали турнірів Великого шолома

#### Одиночний розряд: 16 (7 титулів, 9 поразок)
| Результат | Рік  | Турнір                                 | Покриття | Опонент          | Рахунок            |
| --------- | ---- | -------------------------------------- | -------- | ---------------- | ------------------ |
| Поразка   | 1997 | Відкритий чемпіонат США з тенісу       | Тверде   | Мартіна Хінгіс   | 0–6, 4–6           |
| Перемога  | 2000 | Вімблдонський турнір                   | Трава    | Ліндсі Девенпорт | 6–3, 7–6(7–3)      |
| Перемога  | 2000 | US Open                                | Тверде   | Ліндсі Девенпорт | 6–4, 7–5           |
| Перемога  | 2001 | Wimbledon (2)                          | Трава    | Жустін Енен      | 6–1, 3–6, 6–0      |
| Перемога  | 2001 | US Open (2)                            | Тверде   | Серена Вільямс   | 6–2, 6–4           |
| Поразка   | 2002 | Відкритий чемпіонат Франції з тенісу   | Ґрунт    | Серена Вільямс   | 5–7, 3–6           |
| Поразка   | 2002 | Wimbledon                              | Трава    | Серена Вільямс   | 6–7(4–7), 3–6      |
| Поразка   | 2002 | US Open (2)                            | Тверде   | Серена Вільямс   | 4–6, 3–6           |
| Поразка   | 2003 | Відкритий чемпіонат Австралії з тенісу | Тверде   | Серена Вільямс   | 6–7(4–7), 6–3, 4–6 |
| Поразка   | 2003 | Wimbledon (2)                          | Трава    | Серена Вільямс   | 6–4, 4–6, 2–6      |
| Перемога  | 2005 | Wimbledon (3)                          | Трава    | Ліндсі Девенпорт | 4–6, 7–6(7–4), 9–7 |
| Перемога  | 2007 | Wimbledon (4)                          | Трава    | Маріон Бартолі   | 6–4, 6–1           |
| Перемога  | 2008 | Wimbledon (5)                          | Трава    | Серена Вільямс   | 7–5, 6–4           |
| Поразка   | 2009 | Wimbledon (3)                          | Трава    | Серена Вільямс   | 6–7(3–7), 2–6      |
| Поразка   | 2017 | Australian Open (2)                    | Тверде   | Серена Вільямс   | 4–6, 4–6           |
| Поразка   | 2017 | Wimbledon (4)                          | Трава    | Гарбінє Мугуруса | 5–7, 0–6           |

#### Парний розряд: 14 (14 титулів)
| Результат | Рік  | Турнір                                 | Покриття | Партнер        | Опоненти                                  | Рахунок            |
| --------- | ---- | -------------------------------------- | -------- | -------------- | ----------------------------------------- | ------------------ |
| Перемога  | 1999 | Відкритий чемпіонат Франції з тенісу   | Ґрунт    | Серена Вільямс | Мартіна Хінгіс Анна Курникова             | 6–3, 6–7(2–7), 8–6 |
| Перемога  | 1999 | Відкритий чемпіонат США з тенісу       | Тверде   | Серена Вільямс | Чанда Рубін Сандрін Тестю                 | 4–6, 6–1, 6–4      |
| Перемога  | 2000 | Вімблдонський турнір                   | Трава    | Серена Вільямс | Жулі Алар-Декюжі Суґіяма Ай               | 6–3, 6–2           |
| Перемога  | 2001 | Відкритий чемпіонат Австралії з тенісу | Тверде   | Серена Вільямс | Ліндсі Девенпорт Коріна Мораріу           | 6–2, 2–6, 6–4      |
| Перемога  | 2002 | Wimbledon (2)                          | Трава    | Серена Вільямс | Вірхінія Руано Паскуаль Паола Суарес      | 6–2, 7–5           |
| Перемога  | 2003 | Australian Open (2)                    | Тверде   | Серена Вільямс | Вірхінія Руано Паскуаль Паола Суарес      | 4–6, 6–4, 6–3      |
| Перемога  | 2008 | Wimbledon (3)                          | Трава    | Серена Вільямс | Ліза Реймонд Саманта Стосур               | 6–2, 6–2           |
| Перемога  | 2009 | Australian Open (3)                    | Тверде   | Серена Вільямс | Даніела Гантухова Суґіяма Ай              | 6–3, 6–3           |
| Перемога  | 2009 | Wimbledon (4)                          | Трава    | Серена Вільямс | Саманта Стосур Ренне Стаббс               | 7–6(7–4), 6–4      |
| Перемога  | 2009 | US Open (2)                            | Тверде   | Серена Вільямс | Кара Блек Лізель Губер                    | 6–2, 6–2           |
| Перемога  | 2010 | Australian Open (4)                    | Тверде   | Серена Вільямс | Кара Блек Лізель Губер                    | 6–4, 6–3           |
| Перемога  | 2010 | French Open (2)                        | Ґрунт    | Серена Вільямс | Квета Пешке Катарина Среботнік            | 6–2, 6–3           |
| Перемога  | 2012 | Wimbledon (5)                          | Трава    | Серена Вільямс | Андреа Сестіні Главачкова Луціє Градецька | 7–5, 6–4           |
| Перемога  | 2016 | Wimbledon (6)                          | Трава    | Серена Вільямс | Тімеа Бабош Ярослава Шведова              | 6–3, 6–4           |

#### Мікст: 3 (2 титули, 1 поразка)
| Результат | Рік  | Championship                           | Покриття | Партнер           | Опоненти                 | Рахунок  |
| --------- | ---- | -------------------------------------- | -------- | ----------------- | ------------------------ | -------- |
| Перемога  | 1998 | Відкритий чемпіонат Австралії з тенісу | Тверде   | Джастін Гімелстоб | Гелена Сукова Цирил Сук  | 6–2, 6–1 |
| Перемога  | 1998 | Відкритий чемпіонат Франції з тенісу   | Ґрунт    | Джастін Гімелстоб | Серена Вільямс Луїс Лобо | 6–4, 6–4 |
| Поразка   | 2006 | Вімблдонський турнір                   | Трава    | Боб Браян         | Віра Звонарьова Енді Рам | 3–6, 2–6 |

## Фінали турнірів WTA

### Одиночний розряд: 83 (49 титулів, 34 поразки)
| Легенда (до/після 2009)                      |
| -------------------------------------------- |
| Турніри Великого шолома (7–9)                |
| Summer Olympics (1–0)                        |
| WTA Фінали (1–2)                             |
| WTA Elite Trophy (1–0)                       |
| Grand Slam Cup (1–1)                         |
| Tier I / Premier Mandatory & Premier 5 (9–6) |
| Tier II / Premier (18–13)                    |
| Tier III, IV & V / International (11–3)      |

| Фінали за покриттям |
| ------------------- |
| Тверде (31–19)      |
| Ґрунт (9–6)         |
| Трава (5–4)         |
| Килим (4–5)         |

| Фінали за типом корту  |
| ---------------------- |
| Закритий корт (10–7)   |
| Відкритий корт (39–27) |

| Результат | В-П   | Дата     | Турнір                                                 | Категорія     | Покриття   | Опонент               | Рахунок                 |
| --------- | ----- | -------- | ------------------------------------------------------ | ------------- | ---------- | --------------------- | ----------------------- |
| Поразка   | 0–1   | Вер 1997 | Відкритий чемпіонат США з тенісу, США                  | Grand Slam    | Тверде     | Мартіна Хінгіс        | 0–6, 4–6                |
| Поразка   | 0–2   | Січ 1998 | Sydney International, Австралія                        | Tier II       | Тверде     | Аранча Санчес Вікаріо | 1–6, 3–6                |
| Перемога  | 1–2   | Лют 1998 | U.S. National Indoor Championships, США                | Tier III      | Тверде (i) | Йоаннетта Крюгер      | 6–3, 6–2                |
| Перемога  | 2–2   | Бер 1998 | Відкритий чемпіонат Маямі з тенісу, США                | Tier I        | Тверде     | Анна Курникова        | 2–6, 6–4, 6–1           |
| Поразка   | 2–3   | Тра 1998 | Мастерс Рим, Італія                                    | Tier I        | Ґрунт      | Мартіна Хінгіс        | 3–6, 6–2, 3–6           |
| Поразка   | 2–4   | Лип 1998 | Silicon Valley Classic, США                            | Tier II       | Тверде     | Ліндсі Девенпорт      | 4–6, 7–5, 4–6           |
| Перемога  | 3–4   | Жов 1998 | Кубок Великого шлему, Німеччина                        | GS Cup        | Тверде     | Патті Шнідер          | 6–2, 3–6, 6–2           |
| Поразка   | 3–5   | Жов 1998 | Zurich Open, Швейцарія                                 | Tier I        | Килим (i)  | Ліндсі Девенпорт      | 5–7, 3–6                |
| Поразка   | 3–6   | Лют 1999 | Faber Grand Prix, Німеччина                            | Tier II       | Килим (i)  | Яна Новотна           | 4–6, 4–6                |
| Перемога  | 4–6   | Лют 1999 | U.S. National Indoor, США (2)                          | Tier III      | Тверде (i) | Аманда Кетцер         | 6–4, 6–0                |
| Перемога  | 5–6   | Бер 1999 | Miami Open, США (2)                                    | Tier I        | Тверде     | Серена Вільямс        | 6–1, 4–6, 6–4           |
| Перемога  | 6–6   | Тра 1999 | Hamburg European Open, Німеччина                       | Tier II       | Ґрунт      | Марі П'єрс            | 6–0, 6–3                |
| Перемога  | 7–6   | Тра 1999 | Italian Open, Італія                                   | Tier I        | Ґрунт      | Марі П'єрс            | 6–4, 6–2                |
| Поразка   | 7–7   | Лип 1999 | Silicon Valley Classic, США                            | Tier II       | Тверде     | Ліндсі Девенпорт      | 6–7(1–7), 2–6           |
| Поразка   | 7–8   | Сер 1999 | San Diego Open, США                                    | Tier II       | Тверде     | Мартіна Хінгіс        | 4–6, 0–6                |
| Перемога  | 8–8   | Сер 1999 | Connecticut Open, США                                  | Tier II       | Тверде     | Ліндсі Девенпорт      | 6–2, 7–5                |
| Поразка   | 8–9   | Жов 1999 | Grand Slam Cup, Німеччина                              | GS Cup        | Тверде (i) | Серена Вільямс        | 1–6, 6–3, 3–6           |
| Перемога  | 9–9   | Жов 1999 | Zurich Open, Швейцарія                                 | Tier I        | Тверде (i) | Мартіна Хінгіс        | 6–3, 6–4                |
| Перемога  | 10–9  | Чер 2000 | Вімблдонський турнір, Велика Британія                  | Grand Slam    | Трава      | Ліндсі Девенпорт      | 6–3, 7–6(7–3)           |
| Перемога  | 11–9  | Лип 2000 | Silicon Valley Classic, США                            | Tier II       | Тверде     | Ліндсі Девенпорт      | 6–1, 6–4                |
| Перемога  | 12–9  | Сер 2000 | Southern California Open, США                          | Tier II       | Тверде     | Моніка Селеш          | 6–0, 6–7(3–7), 6–3      |
| Перемога  | 13–9  | Сер 2000 | Connecticut Open, США (2)                              | Tier II       | Тверде     | Моніка Селеш          | 6–2, 6–4                |
| Перемога  | 14–9  | Сер 2000 | US Open, США                                           | Grand Slam    | Тверде     | Ліндсі Девенпорт      | 6–4, 7–5                |
| Перемога  | 15–9  | Вер 2000 | Теніс на літніх Олімпійських іграх 2000, Австралія     | Olympics      | Тверде     | Олена Дементьєва      | 6–2, 6–4                |
| Поразка   | 15–10 | Жов 2000 | Linz Open, Австрія                                     | Tier II       | Килим (i)  | Ліндсі Девенпорт      | 4–6, 6–3, 2–6           |
| Перемога  | 16–10 | Бер 2001 | Miami Open, США (3)                                    | Tier I        | Тверде     | Дженніфер Капріаті    | 4–6, 6–1, 7–6(7–4)      |
| Перемога  | 17–10 | Тра 2001 | WTA Hamburg, Німеччина (2)                             | Tier II       | Ґрунт      | Меган Шонессі         | 6–3, 6–0                |
| Перемога  | 18–10 | Чер 2001 | Wimbledon, Велика Британія (2)                         | Grand Slam    | Трава      | Жустін Енен           | 6–1, 3–6, 6–0           |
| Перемога  | 19–10 | Сер 2001 | Southern California Open, США (2)                      | Tier II       | Тверде     | Моніка Селеш          | 6–2, 6–3                |
| Перемога  | 20–10 | Сер 2001 | Connecticut Open, США (3)                              | Tier II       | Тверде     | Ліндсі Девенпорт      | 7–6(8–6), 6–4           |
| Перемога  | 21–10 | Сер 2001 | US Open, США (2)                                       | Grand Slam    | Тверде     | Серена Вільямс        | 6–2, 6–4                |
| Перемога  | 22–10 | Січ 2002 | Brisbane International, Австралія                      | Tier III      | Тверде     | Жустін Енен           | 7–5, 6–2                |
| Перемога  | 23–10 | Лют 2002 | Open GDF Suez, Франція                                 | Tier II       | Килим (i)  | Єлена Докич           | walkover                |
| Перемога  | 24–10 | Лют 2002 | Diamond Games, Бельгія                                 | Tier II       | Килим (i)  | Жустін Енен           | 6–3, 5–7, 6–3           |
| Перемога  | 25–10 | Кві 2002 | Amelia Island Championships, США                       | Tier II       | Ґрунт      | Жустін Енен           | 2–6, 7–5, 7–6(7–5)      |
| Поразка   | 25–11 | Тра 2002 | WTA Hamburg, Німеччина                                 | Tier II       | Ґрунт      | Кім Клейстерс         | 6–1, 3–6, 4–6           |
| Поразка   | 25–12 | Чер 2002 | Відкритий чемпіонат Франції з тенісу, Франція          | Grand Slam    | Ґрунт      | Серена Вільямс        | 5–7, 3–6                |
| Поразка   | 25–13 | Лип 2002 | Wimbledon, Велика Британія                             | Grand Slam    | Трава      | Серена Вільямс        | 6–7(4–7), 3–6           |
| Перемога  | 26–13 | Лип 2002 | Silicon Valley Classic, США (2)                        | Tier II       | Тверде     | Кім Клейстерс         | 6–3, 6–3                |
| Перемога  | 27–13 | Сер 2002 | Southern California Open, США (3)                      | Tier II       | Тверде     | Jelena Dokić          | 6–2, 6–2                |
| Перемога  | 28–13 | Сер 2002 | Connecticut Open, США (4)                              | Tier II       | Тверде     | Ліндсі Девенпорт      | 7–5, 6–0                |
| Поразка   | 28–14 | Вер 2002 | US Open, США                                           | Grand Slam    | Тверде     | Серена Вільямс        | 4–6, 3–6                |
| Поразка   | 28–15 | Січ 2003 | Відкритий чемпіонат Австралії з тенісу, Австралія      | Grand Slam    | Тверде     | Серена Вільямс        | 6–7(4–7), 6–3, 4–6      |
| Перемога  | 29–15 | Лют 2003 | Diamond Games, Бельгія (2)                             | Tier II       | Килим (i)  | Кім Клейстерс         | 6–2, 6–4                |
| Поразка   | 29–16 | Тра 2003 | Warsaw Open, Польща                                    | Tier II       | Ґрунт      | Амелі Моресмо         | 7–6(8–6), 0–6, 0–3 ret. |
| Поразка   | 29–17 | Лип 2003 | Wimbledon, Велика Британія                             | Grand Slam    | Трава      | Серена Вільямс        | 6–4, 4–6, 2–6           |
| Перемога  | 30–17 | Кві 2004 | Charleston Open, США                                   | Tier I        | Ґрунт      | Кончита Мартінес      | 2–6, 6–2, 6–1           |
| Перемога  | 31–17 | Тра 2004 | Warsaw Open, Польща                                    | Tier II       | Ґрунт      | Світлана Кузнецова    | 6–1, 6–4                |
| Поразка   | 31–18 | Тра 2004 | German Open, Німеччина                                 | Tier I        | Ґрунт      | Амелі Моресмо         | walkover                |
| Поразка   | 31–19 | Лип 2004 | Silicon Valley Classic, США                            | Tier II       | Тверде     | Ліндсі Девенпорт      | 6–7(4–7), 7–5, 6–7(4–7) |
| Поразка   | 31–20 | Лют 2005 | Diamond Games, Бельгія                                 | Tier II       | Килим (i)  | Амелі Моресмо         | 6–4, 5–7, 4–6           |
| Перемога  | 32–20 | Тра 2005 | Istanbul Cup, Туреччина                                | Tier III      | Ґрунт      | Ніколь Вайдішова      | 6–3, 6–2                |
| Перемога  | 33–20 | Лип 2005 | Wimbledon, Велика Британія (3)                         | Grand Slam    | Трава      | Ліндсі Девенпорт      | 4–6, 7–6(7–4), 9–7      |
| Поразка   | 33–21 | Лип 2005 | Silicon Valley Classic, США                            | Tier II       | Тверде     | Кім Клейстерс         | 5–7, 2–6                |
| Перемога  | 34–21 | Лют 2007 | U.S. National Indoor, США (3)                          | Tier III      | Килим (i)  | Шахар Пеєр            | 6–1, 6–1                |
| Перемога  | 35–21 | Лип 2007 | Wimbledon, Велика Британія (4)                         | Grand Slam    | Трава      | Маріон Бартолі        | 6–4, 6–1                |
| Перемога  | 36–21 | Вер 2007 | Hansol Korea Open Tennis Championships, Південна Корея | Tier IV       | Тверде     | Марія Кириленко       | 6–3, 1–6, 6–4           |
| Поразка   | 36–22 | Жов 2007 | Japan Open, Японія                                     | Tier III      | Тверде     | Віржіні Раззано       | 6–4, 6–7(7–9), 4–6      |
| Перемога  | 37–22 | Лип 2008 | Wimbledon, Велика Британія (5)                         | Grand Slam    | Трава      | Серена Вільямс        | 7–5, 6–4                |
| Перемога  | 38–22 | Жов 2008 | Zurich Open, Швейцарія (2)                             | Tier II       | Тверде (i) | Флавія Пеннетта       | 7–6(7–1), 6–2           |
| Перемога  | 39–22 | Лис 2008 | Фінал WTA, Катар                                       | WTA Фінали    | Тверде     | Віра Звонарьова       | 6–7(5–7), 6–0, 6–2      |
| Перемога  | 40–22 | Лют 2009 | Dubai Tennis Championships, UAE                        | Premier 5     | Тверде     | Віржіні Раззано       | 6–4, 6–2                |
| Перемога  | 41–22 | Лют 2009 | Abierto Mexicano TELCEL, Мексика                       | International | Ґрунт      | Флавія Пеннетта       | 6–1, 6–2                |
| Поразка   | 41–23 | Лип 2009 | Wimbledon, Велика Британія                             | Grand Slam    | Трава      | Серена Вільямс        | 6–7(3–7), 2–6           |
| Поразка   | 41–24 | Сер 2009 | Silicon Valley Classic, США                            | Premier       | Тверде     | Маріон Бартолі        | 2–6, 7–5, 4–6           |
| Поразка   | 41–25 | Лис 2009 | WTA Фінали, Катар                                      | WTA Фінали    | Тверде     | Серена Вільямс        | 2–6, 6–7(4–7)           |
| Перемога  | 42–25 | Лют 2010 | Dubai Championships, UAE (2)                           | Premier 5     | Тверде     | Вікторія Азаренко     | 6–3, 7–5                |
| Перемога  | 43–25 | Лют 2010 | Mexican Open, Мексика (2)                              | International | Ґрунт      | Полона Герцог         | 2–6, 6–2, 6–3           |
| Поразка   | 43–26 | Кві 2010 | Miami Open, США                                        | Premier M     | Тверде     | Кім Клейстерс         | 2–6, 1–6                |
| Поразка   | 43–27 | Тра 2010 | Мастерс Мадрид, Іспанія                                | Premier M     | Ґрунт      | Араван Резаї          | 2–6, 5–7                |
| Перемога  | 44–27 | Жов 2012 | BGL Luxembourg Open, Люксембург                        | International | Тверде (i) | Моніка Нікулеску      | 6–2, 6–3                |
| Поразка   | 44–28 | Січ 2014 | WTA Auckland Open, Нова Зеландія                       | International | Тверде     | Ана Іванович          | 2–6, 7–5, 4–6           |
| Перемога  | 45–28 | Лют 2014 | Dubai Championships, UAE (3)                           | Premier       | Тверде     | Алізе Корне           | 6–3, 6–0                |
| Поразка   | 45–29 | Сер 2014 | Мастерс Канада, Канада                                 | Premier 5     | Тверде     | Агнешка Радванська    | 4–6, 2–6                |
| Поразка   | 45–30 | Вер 2014 | Tournoi de Québec, Канада                              | International | Килим (i)  | Мір'яна Лучич-Бароні  | 4–6, 3–6                |
| Перемога  | 46–30 | Січ 2015 | Auckland Open, Нова Зеландія                           | International | Тверде     | Каролін Возняцкі      | 2–6, 6–3, 6–3           |
| Перемога  | 47–30 | Жов 2015 | Wuhan Open, КНР                                        | Premier 5     | Тверде     | Гарбінє Мугуруса      | 6–3, 3–0 ret.           |
| Перемога  | 48–30 | Лис 2015 | WTA Elite Trophy, КНР                                  | Elite Trophy  | Тверде (i) | Кароліна Плішкова     | 7–5, 7–6(8–6)           |
| Перемога  | 49–30 | Лют 2016 | WTA Taiwan Open, Тайвань                               | International | Тверде     | Дой Місакі            | 6–4, 6–2                |
| Поразка   | 49–31 | Лип 2016 | Silicon Valley Classic, США                            | Premier       | Тверде     | Джоанна Конта         | 5–7, 7–5, 2–6           |
| Поразка   | 49–32 | Січ 2017 | Australian Open, Австралія                             | Grand Slam    | Тверде     | Серена Вільямс        | 4–6, 4–6                |
| Поразка   | 49–33 | Лип 2017 | Wimbledon, Велика Британія                             | Grand Slam    | Трава      | Гарбінє Мугуруса      | 5–7, 0–6                |
| Поразка   | 49–34 | Жов 2017 | WTA Фінали, Сінгапур                                   | WTA Фінали    | Тверде (i) | Каролін Возняцкі      | 4–6, 4–6                |

### Парний розряд: 23 (22 титули, 1 поразка)
| Легенда (до/після 2009)                      |
| -------------------------------------------- |
| Турніри Великого шолома (14–0)               |
| WTA Tour Фінали (0–0)                        |
| Олімпійські Ігри (3–0)                       |
| Tier I / Premier Mandatory & Premier 5 (2–0) |
| Tier II / Premier (2–1)                      |
| Tier III, IV & V / International (1–0)       |

| Фінали за покриттям |
| ------------------- |
| Тверде (10–1)       |
| Трава (7–0)         |
| Ґрунт (3–0)         |
| Килим (2–0)         |

| Фінали за типом корту |
| --------------------- |
| Закритий корт (3–0)   |
| Відкритий корт (19–1) |

| Результат | В-П  | Дата     | Турнір                                            | Категорія  | Покриття   | Партнер        | Опоненти                                        | Рахунок            |
| --------- | ---- | -------- | ------------------------------------------------- | ---------- | ---------- | -------------- | ----------------------------------------------- | ------------------ |
| Перемога  | 1–0  | Лют 1998 | U.S. National Indoor Championships, США           | Tier III   | Тверде (i) | Серена Вільямс | - Кетеліна Крістя - Крістін Кунс                | 7–5, 6–2           |
| Перемога  | 2–0  | Жов 1998 | Zurich Open, Швейцарія                            | Tier I     | Килим (i)  | Серена Вільямс | - Маріан де Свардт - Олена Татаркова            | 5–7, 6–1, 6–3      |
| Перемога  | 3–0  | Лют 1999 | Faber Grand Prix, Німеччина                       | Tier II    | Килим (i)  | Серена Вільямс | - Александра Фусаї - Наталі Тозья               | 5–7, 6–2, 6–2      |
| Перемога  | 4–0  | Тра 1999 | Відкритий чемпіонат Франції з тенісу, Франція     | Grand Slam | Ґрунт      | Серена Вільямс | - Мартіна Хінгіс - Анна Курникова               | 6–3, 6–7(2–7), 8–6 |
| Поразка   | 4–1  | Сер 1999 | San Diego Open, США                               | Tier II    | Тверде     | Серена Вільямс | - Ліндсі Девенпорт - Коріна Мораріу             | 4–6, 1–6           |
| Перемога  | 5–1  | Сер 1999 | Відкритий чемпіонат США з тенісу, США             | Grand Slam | Тверде     | Серена Вільямс | - Чанда Рубін - Сандрін Тестю                   | 4–6, 6–1, 6–4      |
| Перемога  | 6–1  | Чер 2000 | Вімблдонський турнір, Велика Британія             | Grand Slam | Трава      | Серена Вільямс | - Жулі Алар-Декюжі - Суґіяма Ай                 | 6–3, 6–2           |
| Перемога  | 7–1  | Вер 2000 | Літні Олімпійські ігри, Австралія                 | Olympics   | Тверде     | Серена Вільямс | - Крісті Богерт - Міріам Ореманс                | 6–1, 6–1           |
| Перемога  | 8–1  | Січ 2001 | Відкритий чемпіонат Австралії з тенісу, Австралія | Grand Slam | Тверде     | Серена Вільямс | Ліндсі Девенпорт Коріна Мораріу                 | 6–2, 4–6, 6–4      |
| Перемога  | 9–1  | Чер 2002 | Wimbledon, Велика Британія (2)                    | Grand Slam | Трава      | Серена Вільямс | - Вірхінія Руано Паскуаль - Паола Суарес        | 6–2, 7–5           |
| Перемога  | 10–1 | Січ 2003 | Australian Open, Австралія (2)                    | Grand Slam | Тверде     | Серена Вільямс | Вірхінія Руано Паскуаль Паола Суарес            | 4–6, 6–4, 6–3      |
| Перемога  | 11–1 | Лип 2008 | Wimbledon, Велика Британія (3)                    | Grand Slam | Трава      | Серена Вільямс | - Ліза Реймонд - Саманта Стосур                 | 6–2, 6–2           |
| Перемога  | 12–1 | Сер 2008 | Summer Olympics, КНР (2)                          | Olympics   | Тверде     | Серена Вільямс | Анабель Медіна Гаррігес Вірхінія Руано Паскуаль | 6–2, 6–0           |
| Перемога  | 13–1 | Січ 2009 | Australian Open, Австралія (3)                    | Grand Slam | Тверде     | Серена Вільямс | Суґіяма Ай Даніела Гантухова                    | 6–3, 6–3           |
| Перемога  | 14–1 | Лип 2009 | Wimbledon, Велика Британія (4)                    | Grand Slam | Трава      | Серена Вільямс | Саманта Стосур Ренне Стаббс                     | 7–6(7–4), 6–4      |
| Перемога  | 15–1 | Сер 2009 | Silicon Valley Classic, США                       | Premier    | Тверде     | Серена Вільямс | - Латіша Чжань - Моніка Нікулеску               | 6–4, 6–1           |
| Перемога  | 16–1 | Вер 2009 | US Open, США (2)                                  | Grand Slam | Тверде     | Серена Вільямс | - Кара Блек - Лізель Губер                      | 6–2, 6–2           |
| Перемога  | 17–1 | Січ 2010 | Australian Open, Австралія (4)                    | Grand Slam | Тверде     | Серена Вільямс | Кара Блек Лізель Губер                          | 6–4, 6–3           |
| Перемога  | 18–1 | Тра 2010 | Мастерс Мадрид, Іспанія                           | Premier M  | Ґрунт      | Серена Вільямс | - Хісела Дулко - Флавія Пеннетта                | 6–2, 7–5           |
| Перемога  | 19–1 | Чер 2010 | French Open, Франція (2)                          | Grand Slam | Ґрунт      | Серена Вільямс | - Квета Пешке - Катарина Среботнік              | 6–2, 6–3           |
| Перемога  | 20–1 | Лип 2012 | Wimbledon, Велика Британія (5)                    | Grand Slam | Трава      | Серена Вільямс | - Андреа Сестіні Главачкова - Луціє Градецька   | 7–5, 6–4           |
| Перемога  | 21–1 | Сер 2012 | Summer Olympics, Велика Британія (3)              | Olympics   | Трава      | Серена Вільямс | Андреа Главачкова Луціє Градецька               | 6–4, 6–4           |
| Перемога  | 22–1 | Лип 2016 | Wimbledon, Велика Британія (6)                    | Grand Slam | Трава      | Серена Вільямс | - Тімеа Бабош - Ярослава Шведова                | 6–3, 6–4           |